# بیمارستان کودکان ابوذر اهواز
مرکز آموزشی درمانی ابوذر اهواز، تنها مرکز تخصصی و فوق تخصصی اطفال می‌باشد که به مردم استان خوزستان واستان‌های همجوار خدمت رسانی می‌کند.

## تاریخچه
ساختمان این بیمارستان در سال ۱۳۴۱ ساخته شده به عنوان هتل اهواز شروع به کار کرد، و یکی از هتلهای مجهز با امکانات رفاهی بوده‌است، در سال ۱۳۶۰ بنابر نیاز جامعه و شروع جنگ و لزوم امداد رسانی به مجروحین جنگی به بیمارستان تغییر کاربری داده‌است. حدود ۴۵۰۰۰متر مربع که ۴۰% آن برای احداث بیمارستان جدید تخریب شده‌است. مساحت این مرکز حدود ۲۴۰۰۰ مترمربع  بنا شده‌است و در ابتدا دارای بخش‌های جراحی، چشم، زنان و زایمان، مجروحین، حوادث، آزمایشگاه، رادیولوژی و درمانگاه چشم پزشکی، اتاق عمل بود که پس از مدت کوتاهی بخش‌های جراحی و زنان و زایمان و مجروحین به بیمارستان‌های دیگر منتقل و بخش‌های اطفال، نوزادان و عفونی اطفال جایگزین گردید. در سال ۱۳۷۰ با توجه به نیاز مبرم دانشگاه علوم پزشکی جندی شاپور اهواز به یک بیمارستان تخصصی و فوق تخصصی اطفال بخش چشم به بیمارستان سینای اهواز منتقل و بخش‌های اطفال و درمانگاه چشم گسترش داده شد و بیمارستان از سوی دانشگاه علوم پزشکی جندی شاپور اهواز به عنوان بیمارستان تخصصی و فوق تخصصی اطفال معرفی گردید.
| نام بیمارستان                       | کودکان ابوذر                                        |
| نام قدیم بیمارستان                  | هتل اهواز                                           |
| قدمت بیمارستان                      | ۴۳ سال                                              |
| وضعیت حقوقی بیمارستان               | دانشگاهی                                            |
| نوع کاربری بیمارستان                | تخصصی و فوق تخصصی اطفال                             |
| درجه ارزشیابی                       | درجه یک دولتی                                       |
| تعداد بلوک ساختمانی و طبقات هر بلوک | ساختمان مرکزی در سه طبقه                            |
|                                     | اورژانس بزرگسال در یک طبقه                          |
|                                     | اورزانس اطفال، درمانگاه تخصصی و کتابخانه در دو طبقه |
|                                     | آزمایشگاه در یک طبقه                                |
|                                     | محل تخلیه و نگهداری زباله دریک طبقه                 |
|                                     | مددکاری، بانک رفاه، سرد خانه، نگهبانی در یک طبقه    |
|                                     | مهد کودی در یک طبقه                                 |
| تعداد تخت مصوب                      | ۲۴۰                                                 |
| تعداد تخت فعال                      | ۱۶۵                                                 |
| تعداد بخش‌های بیمارستان (کل)         | ۱۲                                                  |
| میزان وقفه در چرخش تخت              | ۲٫۸ روز                                             |
| درصد اشغال تخت                      | ۸۰%                                                 |

## بخش‌های بیمارستان
به مرور درمانگاه‌های تخصصی اطفال و اورژانس اطفال شروع به فعالیت نمودند و بنا به نیاز شهر اهواز اورژانس بزرگسال در بیمارستان تعبیه شد. در سال ۱۳۷۵ بخش ICU اطفال و همودیالیز به مجموعه بخش‌ها اضافه  شد. و در حال حاضر بیمارستان ابوذر با ۲۴۰ تخت مصوب و ۱۶۵ تخت فعال و بخش‌های تخصصی عفونی، نفرولوژی، غدد، نوزادان، گوارش، ICU،NIC، اطفال عمومی و جراحی و با امتیاز ارزشیابی درجه یک، یکی از مراکز آموزش و درمانی استان می‌باشد. که علاوه بر درمان بیماران مراجعه‌کننده یک مرکز تعلیم و تربیت دانشجویان رشته‌های پزشکی در سطح عمومی و  تخصصی، پرستاری، مامایی، فیزیوتراپی، گفتار درمانی، رادیولوژی، مدارک پزشکی و علوم آزمایشگاهی می‌باشد.

## اورژانس و درمانگاه‌ها
بخش‌های اورژانس این بیمارستان که دارای اورژانس اطفال، بزرگسالان و تریاژ می‌باشد به صورت شبانه روزی در ارائه خدمات درمانی به مراجعین فعال است و مجتمع درمانگاهی و بیمارستان دارای درمانگاههای تخصصی اطفال و نوزادان غدد و رشد اطفال، نفرولوژی اطفال، چشم پزشکی، ENT می‌باشد.

## واحدهای بیمارستان
واحدهای پاراکلینیکی این بیمارستان مشتمل بر بخش‌های رادیولوژی و سونوگرافی، اکو کاردیوگرافی، آزمایشگاه، فیزیوتراپی، گفتار درمانی و تغذیه است که در ارتباط امور تشخیصی درمان بیماران انجام وظیفه می‌نمایند.

## بیمارستان جدید در دست احداث
در سال ۱۳۸۸ طرح ساختمان جدید بیمارستان به مساحت ۲۵۰۰۰ متر مربع زیربنا در ۹ طبقه با آخرین استانداردهای بیمارستانی طرح ملی تصویب و شروع گردیده‌است و با اعتبارات جدید به سرعت در حال پیگیری و ساخت می‌باشد تا جایگزین بیمارستان قدیم گردد.
بیمارستان ابوذر اهواز (بیمارستان اطفال) در سال‌های جنگ و بر اساس نیاز آن زمان ایجاد شد و از آن زمان تاکنون مورد استفاده بوده‌است؛ این در حالی است که ساختمان این بیمارستان فرسوده است و لازم است بیمارستان ویژه اطفال به مکان مناسب‌تری منتقل شود، برای همین عملیات اجرایی ساختمان جایگزین بیمارستان ابوذر که در نزدیکی مکان فعلی این بیمارستان از سال ۸۸ در حال انجام می‌باشد و این پروژه تاکنون ۶۰ درصد پیشرفت فیزیکی داشته و ظرفیت بیمارستان جایگزین برابر با ظرفیت فعلی بیمارستان است و تلاش شده بیمارستان جدید به‌گونه‌ای طراحی شود که از ظرفیت بیمارستان کاسته نشود. ساختمان جایگزین بیمارستان ابوذر مطابق با آخرین استانداردهای جهانی در حال ساخت است و برای افزایش ظرفیت بیمارستان از ارتفاع استفاده شده‌است.
وظیفه ساخت مکان جدید بیمارستان ابوذر بر عهده وزارت مسکن و شهرسازی است، با این وجود دانشگاه علوم پزشکی جندی‌شاپور هم بر روند اجرای پروژه نظارت می‌کند تا بیمارستان جدید در کوتاه‌ترین زمان به بهره‌برداری برسد.

## برنامه چکاپ کودکان تالاسمی
برنامه چکاپ کودکان تالاسمی مناطق محروم خوزستان در بیمارستان ابوذر اهواز توسط انجمن تالاسمی خوزستان انجام می‌شود. این چکاب شامل آزمایش کامل، سونوگرافی، اکو قلب و دیگر موارد لازم است. در این برنامه، ۲۰۰ کودک مبتلا به تالاسمی چکاپ می‌شوند و هر یک از این کودکان جداگانه توسط فوق‌تخصص‌های خون، غدد و قلب ویزیت می‌شوند و طبق گفته دکتر فروزان صادقیان رئیس انجمن تالاسمی خوزستان این ویزیت هر ۶ ماه یک‌بار تکرار خواهد شد.

## امحاء زباله
در این بیمارستان روزانه حدود ۵۰۰ کیلوگرم پسماند عفونی تولید می‌شود که پس از انتقال به اتاقک عفونی در دستگاه امحاء، غیر عفونی و بی خطر شده و سپس دفع می‌گردد. این دستگاه از نوع اتوکلاو پیش خلاء می‌باشد که فرایند سترون سازی پسماندهای عفونی بر اساس چرخش و تماس مستقیم بخار با پسماند صورت می‌گیرد.

## افتخارات
این بیمارستان در زمینه استقرار نظام حاکمیت بالینی موفق عمل کرده و در نخستین جشنواره حاکمیت بالینی که در بهمن ماه سال ۱۳۹۰ در تهران و با حضور وزیر بهداشت برگزار شد، بیمارستان ابوذر و دو بیمارستان دیگر از استان خوزستان حائز رتبه برتر شدند.